# Жан II де Барр
Жан II де Барр (фр. Jean II des Barres; ум. после 1322 или в сентябре 1324, под Ла-Реолью), по прозвищу «Кривой» (le Borgne), сеньор де Вильнёв-ла-Гийяр и де Шомон-сюр-Йон — французский военачальник и дипломат, маршал Франции.

## Биография
Сын Пьера I де Барра, виконта де Шомона, и Мари Лебутийе де Санлис.
Рыцарь, член ближнего королевского совета. В 1311 году вместе с Ансо де Жуанвилем и Симоном де Мену был послан на войну с герцогом Лотарингским из-за Пассаван-ан-Аргонна.
После того как Филипп IV Красивый вступил во владение землей Донзи, конфискованной у графа Фландрского, Жан де Барр в марте 1314 от имени короля принес оммаж за это владение епископу Осерскому.
В 1318 году был возведен в достоинство маршала Франции на место Жана де Корбея. 27 сентября 1319 вместе с великим магистром арбалетчиком Пьером де Галларом был направлен к Роберту III Фландрскому, которому предлагалось лично прибыть в Париж на Рождество. 19 января того же года ему, как маршалу Франции, была положена рента в пятьсот парижских ливров с земли и тяглового населения Понбелена. 6 октября 1322 получил от короля 1250 ливров.
Предположительно, умер в сентябре 1324 в ходе осады Ла-Реоли во время войны Сен-Сардо.

## Семья
Жена: Элиссанс (Элиссанда) дю Прюнуа (ум. после 1347), дама де Фушет и Шомон-сюр-Йон, единственная дочь и наследница Гийома, сира де Прюнуа, и Жиллетты N
Дети:
- Жан (ум. между 1343 и 1347), сеньор де Шомон. Жена: ? Жанна де Мютри
- Пьер II (ум. после 1347), сеньор де Шомон и Вильбевен. Жена: Алаис N
- Изабо (ум. после 1354/1356). Муж (1338): Робер IV де Дрё (ок. 1317—1368), сеньор де Бё, Баньо, Амбуаль и Шапель-Готье